# Industrie- und Handelskammer Aschaffenburg
Die Industrie- und Handelskammer Aschaffenburg (kurz: IHK Aschaffenburg) ist die Industrie- und Handelskammer für die kreisfreie Stadt Aschaffenburg, sowie die Landkreise Aschaffenburg und Miltenberg (Bayerischer Untermain). An der Spitze der IHK steht Heike Wenzel. Die IHK gibt die Zeitschrift Wirtschaft am Bayerischen Untermain heraus. Der Sitz ist in der Kerschensteinerstraße 9 in Aschaffenburg.

## Geschichte
1843 entstand die Handelskammer Würzburg, die für Unterfranken zuständig war. In der Zeit des Nationalsozialismus wurden die Kammern zunächst gleichgeschaltet und 1943 aufgelöst. Die IHK Würzburg ging in der „Gauwirtschaftskammer Mainfranken“ auf.
Nach dem Zweiten Weltkrieg löste die US-Militärregierung im August 1945 die Gauwirtschaftskammern auf. Die amerikanische Besatzungsmacht lehnte den öffentlich-rechtlichen Status der Industrie- und Handelskammern und die Pflichtmitgliedschaft der Unternehmen ab, genehmigte aber Anfang 1946 die Neubildung von Kammern auf freiwilliger Basis. Anstelle der bisherigen sechs entstanden zehn bayerische Industrie- und Handelskammern, darunter auch die in Aschaffenburg. Entsprechend wurde der Kammerbezirk der IHK Würzburg geteilt.
In Aschaffenburg genehmigte die Militärregierung bereits im Mai 1945 die Bildung einer provisorischen Industrie- und Handelskammer, an deren Spitze der Kleiderfabrikant Heinrich Euler stand. Die offizielle Gründung der IHK Aschaffenburg erfolgte am 27. November 1946 durch einen Beschluss des Bayerischen Ministerrates. Mit dem Gesetz zur vorläufigen Regelung des Rechts der Industrie- und Handelskammern vom 18. Dezember 1956 erhielt die Kammer die Eigenschaft einer Körperschaft des öffentlichen Rechts.

## Präsidenten
- Heinrich Euler (1946–1958)
- Walter Gammert (1958–1970)
- Fritz Eder (1975–2001)
- Horst Michaels (1987–2001)
- Martin Suffel (2001–2014)
- Friedbert Eder (2014–2022)
- Heike Wenzel (ab 2022)